# Germán Sánchez Barahona
Germán Sánchez Barahona (Sant Fernando, Cadis, 12 de desembre de 1986), conegut com a Germán, és un futbolista espanyol que juga com a defensa. És germà del també futbolista Servando Sánchez.

## Trajectòria
Germán Sánchez Barahona va començar jugant en les categories inferiors de l'antic CD Sant Fernando, arribant al Cadis Club de Futbol B la temporada 2007-08 i marxant cedit al conjunt illenc una temporada més tard. Després de dos anys enrolat al filial cadista tornava a la seva terra, però aquesta vegada per signar pel nou San Fernando CD, on es va consolidar com a futbolista.
Després d'una bona temporada en l'UE Olot, signaria contracte amb el CD Tenerife.